# Вербівці (Коломийський район)
Вербі́вці́ —  село в Україні, у Городенківській міській громаді Коломийського району Івано-Франківської області. Населення становить 970 осіб. 
Відповідно до Розпорядження Кабінету Міністрів України від 12 червня 2020 року № 714-р «Про визначення адміністративних центрів та затвердження територій територіальних громад Івано-Франківської області» увійшло до складу Городенківської міської громади.
Дерев'яна церква вибудувана і освячена 1876, наділена відпустом в день Покрови Пресвятої Богородиці.
Встановлено в 1996 році пам'ятник Михайлу Грушевському (автор — Август Басюк).

## Населення

### Мова
Розподіл населення за рідною мовою за даними перепису 2001 року:
| Мова       | Кількість | Відсоток |
| ---------- | --------- | -------- |
| українська | 955       | 99.9%    |
| російська  | 1         | 0.1%     |
| Усього     | 956       | 100%     |

## Відомі люди
- Андрусяк Михайло Миколайович — український письменник-прозаїк, публіцист, перекладач, лауреат Шевченківської премії.
- Голинський Михайло (1911—1942) — український журналіст, політичний в'язень польських концтаборів.
- Голинський Михайло Теодорович — видатний оперний співак.
- Александр Ґранах — австрійський та американський актор.
- Долішняк Микола Михайлович «Буйтур», «АС-70», «Б-26», «Т-63» (1918, с. Стопчатів – 22.11.1951, біля с. Вербівці) — керівник Городенківського надрайонного проводу ОУН (07.-11.1951), загинув у бою з опергрупою групою відділу 2-Н УМДБ; відзначений Бронзовим хрестом бойової заслуги (15.12.1946)[4].
- Матковський Іван Васильович  — учасник АТО , учасник бойових дій